# Dancé (Loara)
Dancé – miejscowość i dawna gmina we Francji, w regionie Owernia-Rodan-Alpy, w departamencie Loara. W 2013 roku populacja ówczesnej gminy wynosiła 171 mieszkańców. 
W dniu 1 stycznia 2019 roku z połączenia trzech ówczesnych gmin – Dancé oraz Saint-Paul-de-Vézelin – powstała nowa gmina Vézelin-sur-Loire. Siedzibą gminy została miejscowość Saint-Paul-de-Vézelin. 